# ボロニャーノ
ボロニャーノ（イタリア語: Bolognano）は、イタリア共和国アブルッツォ州ペスカーラ県にある、人口約1,100人の基礎自治体（コムーネ）。

## 地理

### 位置・広がり

#### 隣接コムーネ
隣接するコムーネは以下の通り。
- カラマーニコ・テルメ
- カスティリオーネ・ア・カザウリア
- サッレ
- サン・ヴァレンティーノ・イン・アブルッツォ・チテリオーレ
- スカーファ
- トッコ・ダ・カザウリア
- トッレ・デ・パッセリ

## 行政

### 分離集落
ボロニャーノには、以下の分離集落（フラツィオーネ）がある。
- Fara, Santa Maria del Monte, Musellaro, Piano d'Orta